# Leone Niccolai
Leone Niccolai OCart (* 28. September 1782 in Florenz; † 13. Juli 1857) war ein italienischer Geistlicher.
Am 20. Dezember 1806 wurde er zum Priester für den Kartäuserorden geweiht. Am 5. November 1849 wurde er zum Bischof von Pistoia e Prato ernannt. Am 9. Dezember 1849 weihte Ferdinando Minucci ihn in der Kathedrale von Florenz zum Bischof. Mitkonsekratoren waren Francesco Bronzuoli, Bischof von Fiesole, und Giuseppe Antonio Giacomo Borghi OFM, Bischof von Cortona.